# Pierre-Antoine Fabre
Pour les articles homonymes, voir Fabre.
 (août 2015).
Si vous disposez d'ouvrages ou d'articles de référence ou si vous connaissez des sites web de qualité traitant du thème abordé ici, merci de compléter l'article en donnant les références utiles à sa vérifiabilité et en les liant à la section « Notes et références ».
Pierre-Antoine Fabre, également orthographié Pierre Antoine Fabre, né le 27 juin 1957, est un historien des religions français.

## Biographie
Né le 27 juin 1957, ancien élève de l’École normale supérieure de Saint-Cloud, Pierre Antoine Fabre a été l’élève de Michel de Certeau et de Louis Marin. Il est directeur d’études à l'École des hautes études en sciences sociales. Il y a dirigé de 2005 à 2014 le Centre d’anthropologie religieuse européenne. Il a été de 2015 à 2024 directeur adjoint du Centre d'études en sciences sociales du religieux. Il est chargé de mission auprès de la Présidence de l'EHESS pour le Campus Condorcet. Il a été  membre du Bureau de direction du Laboratoire d’excellence Hastec de 2011 à 2023.
Il a fondé en 2015 et préside avec José Eduardo Franco la Société internationale d’études jésuites. Il a été directeur de la revue Archives de sciences sociales des religions de 2009 à 2017 et il est membre des comités de rédaction des  revues Cristianesimo nella storia (Brescia, Italie) et Revista de Historia (Santiago, Chili).

## Recherche
Après une formation philosophique et un premier travail sur Heidegger, lecteur de Schelling (sous la direction de Paul Ricœur), il s’oriente vers des recherches sur le sens de l’imagination et de l’image chrétiennes dans la première modernité européenne.
Ses travaux ont essentiellement porté sur l’histoire du premier siècle de la Compagnie de Jésus (1540-1640). Ses publications concernent : le système dévotionnel de l’Église catholique dans la période des Réformes ; les écrits spirituels et la production artistique de cette même époque, en amont et en aval du concile de Trente, auquel il vient de consacrer un ouvrage ; l’histoire des missions d’évangélisation, auxquelles il s’est intéressé dans le cadre des activités d’un groupe de recherches fondé en 1995 avec Bernard Vincent et coordonné jusqu'en 2022 avec Charlotte de Castelnau, Maria-Lucia Copete, Juan Carlos Estenssoro, Aliocha Maldavsky, Ines Zupanov, puis avec Margherita Trento et Hélène Vu-Thanh.
Il a dirigé [Depuis quand ?] de 2013 à 2017 à l’École française de Rome un programme de recherches sur la suppression et la restauration de la Compagnie de Jésus (1773-1814), et a préparé dans ce cadre avec Ralph Dekoninck (Université de Louvain-la-Neuve) Walter S. Melion (Emoy University, Atlanta) et un groupe d’historiens de l’art la publication d’un ensemble de recherches sur les Evangelicae Historiae Imagines (1593) de Jérôme Nadal, publié en 2023.

## Publications
Pierre Antoine Fabre est l’auteur d’environ deux cent cinquante articles et contributions en français, espagnol, italien, anglais, portugais, allemand, néerlandais (une bibliographie complète est consultable sur le site du Centre d’études en sciences sociales du religieux de l’EHESS). Il a par ailleurs donné divers écrits littéraires aux revues Métis, Saxifrage et Sigila. Il a été critique de cinéma dans la revue Ecran dans les années 1970.
Il a publié les ouvrages suivants :
- Deux cents ans de prévoyance, Paris, Caisse des Dépôts et Consignations, 1989, 255 p.
- Le lieu de l’image, Paris, Vrin/EHESS, 1992, 368 p. (trad. espagnole Ignacio de Loyola, el lugar de la imagen, avec une préface inédite, Ediciones de la Iberoamericana, Mexico, 2013)
- Ignace de Loyola, Journal des motions intérieures, édition critique et commentaire du manuscrit autographe, Bruxelles, Éditions Lessius, 2007, 256 p.
- Décréter l’image ? La XXVème Session du Concile de Trente dans le texte, Paris, Les Belles Lettres, 2013
- Suppression, fondation, restauration. La Compagnie de Jésus de 1773 à 1814 (en coll. avec Patrick Goujon), Lessius, 2014
- Caravage : hors-champ (en coll. avec Giovanni Careri), Rouen, Éditions 1:1, 2016
- Religion, Utopie, Mémoire, Entretien avec Danièle Hervieu-Léger, Paris, Éditions de l’EHESS, 2021
- Louis Richeome. Le discours des images (en coll. avec R. Dekoninck), Grenoble, Jérôme Millon, 2022
- Pour ne pas finir, un dialogue sur l’Echarpe rouge (avec Christian Jouhaud), Bordeaux, William Blake, 2023

Il a dirigé ou co-dirigé la publication des ouvrages suivants :
- Louis Marin, De la représentation, Paris, Gallimard/ Seuil coll. « Hautes Études », 1994 (en coll. avec Alain Cantillon, Giovanni Careri et al.)
- Louis Marin, Sublime Poussin, Paris, Seuil, 1995 (en coll. Alain Cantillon, Giovanni Careri et al.)
- Pour une histoire comparée des vœux, I, Cahiers du centre de recherches historiques, École des hautes études en sciences sociales, Paris, 1996 (en coll. avec Alain Boureau) Louis Marin, Pascal et Port-Royal, Paris, PUF, 1997 (en coll. A. Cantillon, G. Careri et al.)
- Pour une histoire comparée des vœux, II, Cahiers du centre de recherches historiques, École des hautes études en sciences sociales, Paris, 1998 (en coll. avec Alain Boureau)
- Louis Marin, L’écriture de soi, Paris, PUF, 1999 (en coll. avec A. Cantillon, G. Careri et al.)
- Les conversions religieuses. Histoires et récits, Annales, 1999/4
- Les jésuites dans le monde moderne. Nouvelles approches historiographiques, Revue de Synthèse, 1999/4 (en coll. avec Antonella Romano)
- Recherches missionnaires, MEFRIM, 1999/1 (en coll. avec Catherine Brice et Bernard Vincent)
- Rendre ses vœux. Identités pèlerines dans l’Europe moderne, Paris, Éditions de l’École des Hautes Études en Sciences Sociales, 2000 (en collaboration avec Philippe Boutry et Dominique Julia)
- Pour une histoire comparée des vœux, III, Cahiers du centre de recherches historiques, École des hautes études en sciences sociales, Paris, 2000 (en coll. avec Alain Boureau) Louis Marin, Politiques de la représentation. Études III, Bibliothèque du Collège international de philosophie, Paris, Kimé, 2005 (en coll. avec Alain Cantillon, Giovanni Careri et al.)
- (it) Strategie politiche e religiose nel mondo moderno : la Compagnia di Gesu ai tempi di Claudio Acquaviva (1581-1615), Brescia, Morcelliana, 2007 (en coll. avec A. Romano et al.)
- Notre lieu est le monde. Missions religieuses dans le monde ibérique, Collection de l’École Française de Rome (en coll. avec Bernard Vincent)
- Le sujet absolu, Éditions Jérôme Millon, 2007, 291 p. (en coll. avec Pascale Gruson et Michèle Leclerc-Olive)
- Sanctuaires et transferts de culte, Cahiers du CRH, 2008 (en coll. avec M.-E. Ducreux) Marcel Bataillon, Les jésuites dans l'Espagne du XVIe siècle, Belles-Lettres, 2009, 352 p.
- Penser l’impensable. Pour Jacques Le Brun, Le Genre Humain, Paris, Seuil, 2009 (en coll. avec Annie Tardits et François Trémolières)
- Corps saints, lieux sacrés. Le culte des reliques à l’époque moderne, Paris, Éditions de l’ EHESS, 2009 (en coll. avec Philippe Boutry et Dominique Julia)
- Les antijésuites, Presses Universitaires de Rennes, 2010 (en coll. avec Catherine Maire)
- (es) La Compañía de Jesús en América Latina después de la Restauración, P. A. Fabre et al. éds. Mexico, 2014
- Suppression et restauration de la Compagnie de Jésus. Nouvelles recherches, MEFRIM, Rome, 2014
- Échelles de pouvoir, rapports de genre. Jésuites, femmes et modèle ignatien dans le long XIXe siècle, Louvain, 2014 (avec S. Mostaccio et al.)
- Lire Jean de Labadie, Paris, Garnier, 2016 (avec Nicolas Fornerod et S. Houdard et Cristina Pitassi)
- Nouvelles approches et nouveaux objets du fait religieux en sciences sociales  MEFRIM, 129/1, 2017 (avec Magali Della Sudda et François Dumasy),
- (en) Claudio Aquaviva SJ (1581-1615). A Jesuit Generalship at the time of the invention of the modern Catholicism, Boston College, 2018 (avec Flavio Rurale)
- (en)Controversies on Rites (avec Ines Zupanov), Brill, 2018
- A force de signes. Travailler avec Louis Marin (avec Alain Cantillon et Bertrand Rougé), Éditions de l’EHESS, 2018
- Matérialiser les désirs (avec Pierre-Olivier Dittmar et al.), Techniques et cultures, Éditions de l’EHESS, 2018
- Les ex voto : objets, usages, traditions (avec Marie Anne Polo de Beaulieu et Ulrike Ehmig), Pietas, Munster, 2019
- Louis Marin, La traversée des signes, Entretiens avec Francesca Piolot (1992), introduction de P. A. Fabre, Éditions de l'EHESS, 2019
- Manuel Antunes, Textes choisis (traduits avec Jose Luis Almeida), introduction de P.A. Fabre, Paris, Cerf, 2020
- Images fondatrices, Paris, Images/Revues, 2020
- La Compagnie de Jésus des anciens régimes au monde contemporain (avec Patrick Goujon et Martin Morales), Rome, IHSI, 2021
- Pour une histoire de la théologie dans la Compagnie de Jésus (avec Jean-Pascal Gay), Rome, MEFRIM, 2021
- (it) Cinque secoli di Litterae indipetae. Il desiderio delle missioni nella Compagnia di Gesu  (avec G. Imbruglia et G. Mongini), BHSI, Rome, 2022
- Controverses religieuses et conversion de l’Antiquité à l’époque moderne (avec Jérémie Foa), Rennes, PUR, 2022
- Histoire et Dictionnaire de la Compagnie de Jésus (avec Benoist Pierre), Paris, Laffont, 2022
- Eloquent images (avec G. Capriotti et S. Pavone), Leuven UP, 2022
- Louis Marin, El arte del retrato, Editorial SB, préface par Roger Chartier, post-face par P. A. Fabre, Buenos Aires, 2023
- Alfonso Mendiola, Michel de Certeau, trad. et préfacé par P. A. Fabre, Namur, Lessius, 2023
- Miracles de guérison entre médecine et religion (avec Serge Margel), Archives de sciences sociales des religions, 203, 2023
- Modernismes (avec Paolo Carile, Marc Cheymol et Fabrizio Chiapetti), Rome, Taber, 2023
- Civilizacion y evangelización (avec Elisa Cardenas), Nuevo mundos, mundos nuevos, 2023
- "Je révise les images...": Genèse, structure et postérité des Evangelicae historiae imagines de Jerónimo Nadal, éd. R. Dekoninck, P. A. Fabre, W. Melion, Rome, Editions de l'Ecole française de Rome, 2023
- Alphonse Dupront, Des pélerinages (avec P. Boutry et D. Julia), Editions de l’EHESS, 2024
- Genres de sainteté (avec Sarah Barthélémy, Philippe Desmette, Philippe Martin), Bruxelles, USL, 2024